# Paul-Bunnell-Reaktion
Die Paul-Bunnell-Reaktion ist ein klassisches diagnostisches Testverfahren in der Medizin, mit dem heterophile Antikörper gegen rote Blutkörperchen von Hammeln (Hammelerythrozyten) nachgewiesen werden. Der Test dient zum Nachweis einer akuten Infektion mit dem Epstein-Barr-Virus (EBV).
Die Paul-Bunnell-Reaktion wurde nach den US-amerikanischen Ärzten John Rodman Paul und Walls Willard Bunnell benannt, die sie 1932 als erste beschrieben. Das Prinzip beruht darauf, dass sich die roten Blutkörperchen des Hammels in Anwesenheit heterophiler Antikörper verklumpen (Agglutination). Dieses Phänomen ist mit bloßem Auge sichtbar, wenn man das Blutserum eines entsprechenden Patienten mit der Suspension von Hammelerythrozyten mischt.
Die Paul-Bunnell-Reaktion wird heute kaum noch eingesetzt, ihre Bedeutung ist überwiegend historisch. Das Testverfahren wurde zwischen 1938 und 1968 von Israel Davidsohn weiterentwickelt, indem er die Reaktion mit roten Blutkörperchen verschiedener Tierarten parallel untersuchte. Dabei zeigte sich, dass Hammelerythrozyten nur eine eher geringe Empfindlichkeit zum Nachweis einer infektiösen Mononukleose haben, sich Pferdeerythrozyten dagegen besser eignen. Davidsohn experimentierte außerdem mit vorgeschalteten Absorptionsschritten (mit Meerschweinchenniere und Rindererythrozyten). Diese Weiterentwicklung hat zu der Bezeichnung Paul-Bunnell-Davidsohn-Test geführt, unter der das Verfahren jahrzehntelang bekannt war.
Es existieren Abwandlungen der Paul-Bunnell-Reaktion, die ein wesentlich schnelleres Ergebnis liefern, statt Hammelerythrozyten Latexpartikel verwenden, auf Objektträgern statt im Reagenzglas abgearbeitet werden können und nach wie vor im Einsatz sind. Im angloamerikanischen Sprachraum sind diese Tests unter der Bezeichnung Monospot bekannt. Solche modifizierten Tests auf heterophile Antikörper (so genannte EBV-Schnelltests) erreichen zum Nachweis einer akuten Infektion mit dem Epstein-Barr-Virus eine Sensitivität und Spezifität von jeweils über 90 %. Zu beachten ist allerdings, dass diese Tests bei Kindern häufiger falsch-negativ ausfallen (geringere Sensitivität).
Dennoch werden diese Tests auf heterophile Antikörper für die Labordiagnose der EBV-Infektion zunehmend seltener eingesetzt, da modernere Testmethoden (ELISA) eine zuverlässigere Diagnose ermöglichen.